# Demon Slayer - Kimetsu no Yaiba
Demon Slayer - Kimetsu no Yaiba (鬼滅の刃, Kimetsu no Yaiba, Het demonenvernietigende zwaard) is een Japanse mangaserie geschreven door Koyoharu Gotoge.
De manga wordt in het Nederlands uitgegeven door Panini sinds 22 mei 2025.
De serie is aangepast naar een animeserie en was ook internationaal succesvol. Het stond in 2020 op de eerste plek van best verkochte manga in Japan. Daarbij werd de film Demon Slayer: Kimetsu no Yaiba the Movie: Mugen Train een van de meest winstgevende films van 2020 wereldwijd.

## Plot
De serie vertelt het verhaal, in de Taisho-periode, van het lot van een broer (Tanjiro) en zijn jongere zus (Nezuko). Nezuko is een mensetende demon geworden en haar broer probeert een remedie voor deze aandoening te vinden.

## Personages
| Personage         | Japanse stemacteur                |
| ----------------- | --------------------------------- |
| Tanjiro Kamado    | Natsuki Hanae, Satomi Satō (kind) |
| Nezuko Kamado     | Akari Kitō                        |
| Sakonji Urokodaki | Hōchū Ōtsuka                      |
| Giyu Tomioka      | Takahiro Sakurai                  |
| Zenitsu Agatsuma  | Hiro Shimono                      |
| Inosuke Hashibira | Yoshitsugu Matsuoka               |
| Shinobu Kocho     | Saori Hayami                      |
| Kyojuro Rengoku   | Satoshi Hino, Mariya Ise (kind)   |

## Uitgave
| - 1. Wanhoop (残酷, Zankoku) - 2. De vreemdeling (見知らぬ誰か, Mishiranu Dareka) - 3. Terugkomst bij zonsondergang (必ず戻る夜明けまでには, Kanarazu Modoru Yoake made ni wa) - 4. Tanjiro's dagboek, deel 1 (炭治郎日記・前編, Tanjirō Nikki: Zenpen) | - 5. Tanjiro's dagboek, deel 2 (炭治郎日記・後篇, Tanjirō Nikki: Kōhen) - 6. Een berg van handen (山ほどの手が, Yamahodo no Te ga) - 7. Geesten (亡霊, Bōrei) |

| - 8. Grote broer (兄ちゃん, Niichan) - 9. Welkom terug (おかえり, Okaeri) - 10. Moeras van de ontvoerder (人攫い沼, Hitosarai-numa) - 11. Suggestie (暗示, Anji) - 12. Dat kan ik niet zeggen (言えない, Ienai) - 13. Jij was het (お前が, Omae ga) | - 14. De wraak van Kibutsuji/De betoverende geur van bloed (鬼舞辻の癇癪・幻惑の血の香り, Kibutsuji no Kanshaku/Genwaku no Chi no Kaori) - 15. Mening van de dokter (医師の見解, Ishi no Kenkai) - 16. Kaatsbal spelen (手毬遊び, Temari Asobi) |

## Prijs
- De serie werd in 2020 uitgeroepen tot Anime van het Jaar tijdens de Crunchyroll Anime Awards.